# En la Gama de los Grises
En la Gama de los Grises (tiếng Anh: In the Grayscale) là một bộ phim truyền hình Chile, phát hành năm 2015.
Bộ phim có sự tham gia của Francisco Celhay trong vai Bruno, một kiến trúc sư tách khỏi vợ Soledad (Daniela Ramirez), người bắt đầu khám phá song tính khi dự án mới thiết kế tượng đài công cộng ở Santiago đưa anh ta tiếp xúc với Fer (Emilio Edwards), một hướng dẫn viên du lịch đồng tính mà anh cảm thấy có sức hút mạnh mẽ.
Bộ phim, tác phẩm đầu tay của đạo diễn Claudio Marcone, đã giành giải thưởng Opera Prima của người Mỹ gốc Á tại Liên hoan phim quốc tế Miami, và nó được đặt tên là Phim đầu tiên hay nhất tại Liên hoan phim Frameline.